# Asystasiella
Asystasiella es un género de plantas con flores perteneciente a la familia Acanthaceae. El género tiene 4 especies de hierbas.

## Taxonomía
El género fue descrito por Gustav Lindau y publicado en Die Natürlichen Pflanzenfamilien 4(3b): 326. 1895. La especie tipo es: Asystasiella atroviridis (T. Anderson) Lindau.

## Especies
- Asystasiella africana
- Asystasiella atrovirus
- Asystasiella chinensis
- Asystasiella neesiana